# VeriChip
VeriChip — RFID микрочип, который имплантируется человеку под кожу. Этот продукт производится корпорацией VeriChip, которая является дочерней компанией Applied Digital Solutions. В 2004 году было получено разрешение на использование этого продукта от профильного правительственного агентства США — Управления по контролю качества продуктов и лекарств. 

## Принцип работы
Устройство размером с рисовое зерно, как правило имплантируется в область между плечом и локтем правой руки человека. Будучи опрошен на определённой частоте, VeriChip возвращает уникальный 16-разрядный номер, который может быть соотнесён с информацией в различных базах данных. Процедура имплантации устройства выполняется под местной анестезией в кабинете врача. Если имплантат опрашивает неавторизированная сторона, то имплантат генерирует случайное число.
В 2004 году Мексиканское министерство юстиции имплантировало 18 своим сотрудникам Verichip для контроля за доступом к комнатам с данными по безопасности (по другим источникам число варьируется от 160 до 180).
У ряда правозащитников изобретение вызывает известные опасения, так как может использоваться для тотального наблюдения за личностью.
Кроме того, поскольку было продемонстрировано, что защита VeriChip имеет изъяны, он становится уязвим для клонирования, а это может создать угрозу кражи личности.

## Религиозная критика
Имплантация чипов в человеческое тело вызвала возмущение среди последователей различных христианских конфессий. Так, интерпретируя отрывок из Откровения св. Иоанна Богослова (одна из книг Библии), многие христиане видят в такой форме идентификации «печать Антихриста»: «И он сделает то, что всем, малым и великим, богатым и нищим, свободным и рабам, положено будет начертание на правую руку их или на чело их, и что никому нельзя будет ни покупать, ни продавать, кроме того, кто имеет это начертание, или имя зверя, или число имени его. Здесь мудрость. Кто имеет ум, тот сочти число зверя, ибо это число человеческое; число его шестьсот шестьдесят шесть» (Откр. 13:16—18); «…кто поклоняется зверю и образу его и принимает начертание на чело своё, или на руку свою, тот будет пить вино ярости Божией, вино цельное, приготовленное в чаше гнева Его, и будет мучим в огне и сере пред святыми Ангелами и пред Агнцем; и дым мучения их будет восходить во веки веков, и не будут иметь покоя ни днем, ни ночью поклоняющиеся зверю и образу его и принимающие начертание имени его» (Откр. 14:9—11); «Пошел первый Ангел и вылил чашу свою на землю: и сделались жестокие и отвратительные гнойные раны на людях, имеющих начертание зверя и поклоняющихся образу его» (Откр. 16:2).
Отрицательно оценивал нововведение митрополит Смоленский и Калининградский Кирилл в своём докладе на конференции «Развитие биотехнологий: вызовы христианской этике»:

Особую актуальность вопросы биотехнологии приобретают в связи с использованием электронных средств учёта населения. Периодически в прессе появляются материалы о возможности вживления универсальных электронных идентификаторов под кожу человека или их инкорпорирования иным способом. Мне кажется, что такие идеи следует рассматривать как одну из попыток «улучшить» Божие создание, сделать его при помощи технологии более «безопасным» и с наименьшими затратами решить задачи, связанные с безопасностью или учётом граждан. Но станет ли совершеннее Божие создание, если микрочип под кожей руки поможет фискальным органам исправнее взыскивать с него недоимки? Какими идентификаторами нам ни предложили бы пользоваться, все они должны быть отделяемы от человека. Они не должны претендовать на то, чтобы стать интегральной частью его природы — такова принципиальная позиция нашей Церкви.